# Robert Kromm
Robert Kromm (* 9. März 1984 in Schwerin) ist ein ehemaliger deutscher Volleyball-Nationalspieler.

## Karriere
Robert Kromm begann seine Laufbahn in seiner Heimatstadt beim Schweriner SC. Später spielte er in der Jugendauswahl von VC Olympia Berlin. Mit der Juniorennationalmannschaft erreichte er 2002 den dritten Platz bei der Junioren-EM in Polen und den achten Platz bei der Junioren-WM im Iran. 2003 kam er zum SCC Berlin, mit dem er deutscher Meister wurde. 2005 ging er nach Italien zu Cimone Modena. 2006 wechselte er innerhalb der italienischen Liga zu Semprevolley Padua. Mit der A-Nationalmannschaft belegte er bei der WM in Japan den neunten Rang. In der Saison 2007/08 spielte er bei seinem dritten italienischen Verein Perugia Volley. Robert Kromm gehörte zum deutschen Team, das bei der EM 2007 in Russland Fünfter wurde. Mit der Nationalmannschaft erreichte er bei den Olympischen Spielen in Peking im August 2008 den neunten Platz. Danach wechselte er wieder zurück zu Semprevolley Padua und 2009 zu Marmi Lanza Verona. 2010 wechselte Robert Kromm nach Russland zu Ural Ufa, kehrte aber 2011 nach Verona zurück. Seit 2012 spielte er wieder in Berlin beim Deutschen Meister Berlin Recycling Volleys, mit denen mehrfach Deutscher Meister wurde. 2016 wurde Kromm mit den Berlinern Deutscher Meister, gewann den DVV-Pokal sowie den CEV-Pokal und wurde zu Deutschlands Volleyballer des Jahres gewählt. In der Saison 2016/17 erreichte er das DVV-Pokalfinale und wurde wieder deutscher Meister. In der folgenden Saison kam Berlin ins Viertelfinale des DVV-Pokals und schaffte die Titelverteidigung in der Bundesliga. Kromm beendete seine Karriere als Volleyballer nach der Saison.